# Túnel de Somport
|  | Aquest article tracta sobre el túnel per al transport de carretera. Si cerqueu el túnel ferroviari, vegeu «Túnel ferroviari de Somport». |

El Túnel de Somport és un túnel dedicat al transport per carretera al Pirineu central que uneix les valls de l'Aragó (Espanya) i d'Aspe (França). Va ser construït gràcies a un conveni internacional entre Espanya i França durant els anys 1994 i 2002. Va ser inaugurat el 18 de gener de 2003. És el túnel de carretera més llarg d'Espanya, amb una longitud de 8.608 metres, dels quals 5.759 metres es troben al costat espanyol i 2.849 metres al costat francès. El túnel té una altitud màxima de 1.183 msn, davant dels 1.632 msn que tenia la carretera anterior.
El coll de Somport és un pas natural utilitzat des de l'antiguitat, de fet Somport prové de "Somus porta" o "Som la Porta" (entre Hispània i la Gàl·lia). A principis del segle xx es va construir un túnel ferroviari en la línia ferroviària Pau-Canfranc que enllaçava per ferrocarril les ciutats de Saragossa i Pau. Tancat al trànsit aquest túnel el 1970, la carretera va quedar com a única via de comunicació, amb el problema que aquesta carretera ha de travessar el port, a 1.640 metres d'altitud, el trànsit rodat queda molt limitat durant els mesos hivernals.

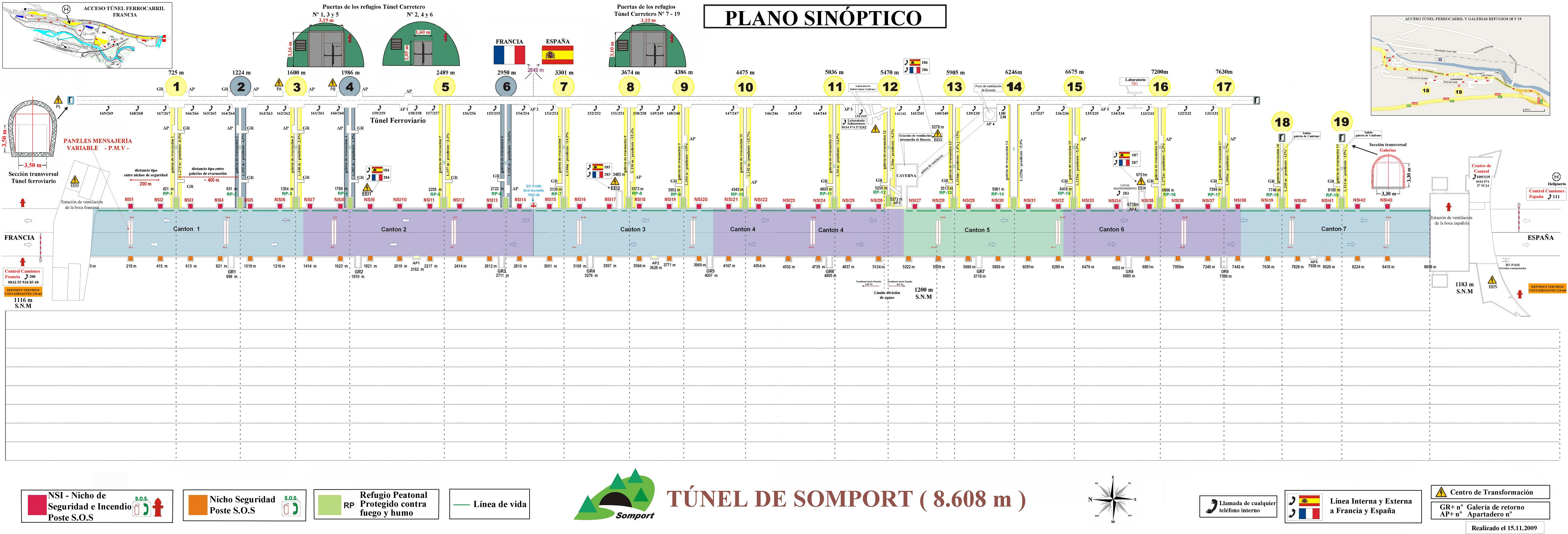
Plànol sinòptic del Túnel de Somport.

El 1987 els governs espanyol i francès van incloure el túnel dins de la planificació viària de la frontera pirinenca. Dos anys després, l'any 1989, es constitueix una comissió hispano-francesa que comença a fer els estudis previs del projecte tècnic. El 1990 la Unió Europea l'inclou en Pla d'infraestructures dins de la ruta europea E-7. Finalment, l'abril del 1991 es signa el conveni per a la construcció del túnel.
El gener de 1994 comencen les obres. El juliol de 1997 els operaris espanyols i francesos es troben sota la serralada. L'any 2000 s'emprenen els treballs d'equipament del túnel, encara que després de l'accident del túnel del Mont Blanc (1999), l'obra retarda la seva conclusió a causa de l'increment en les normatives de seguretat que finalment estableixen la creació d'una galeria d'evacuació cap a l'antic túnel ferroviari cada 400 m (originalment Espanya va proposar una galeria cada 600 m, però el projecte es va començar a realitzar amb una galeria cada 800 m com havia estipulat França). Finalment després de vuit anys d'obres el túnel va ser inaugurat el gener de 2003 per Francisco Álvarez Cascos i Gilles de Robien, ministres de foment d'Espanya i França.